# Wiener Staatsoper

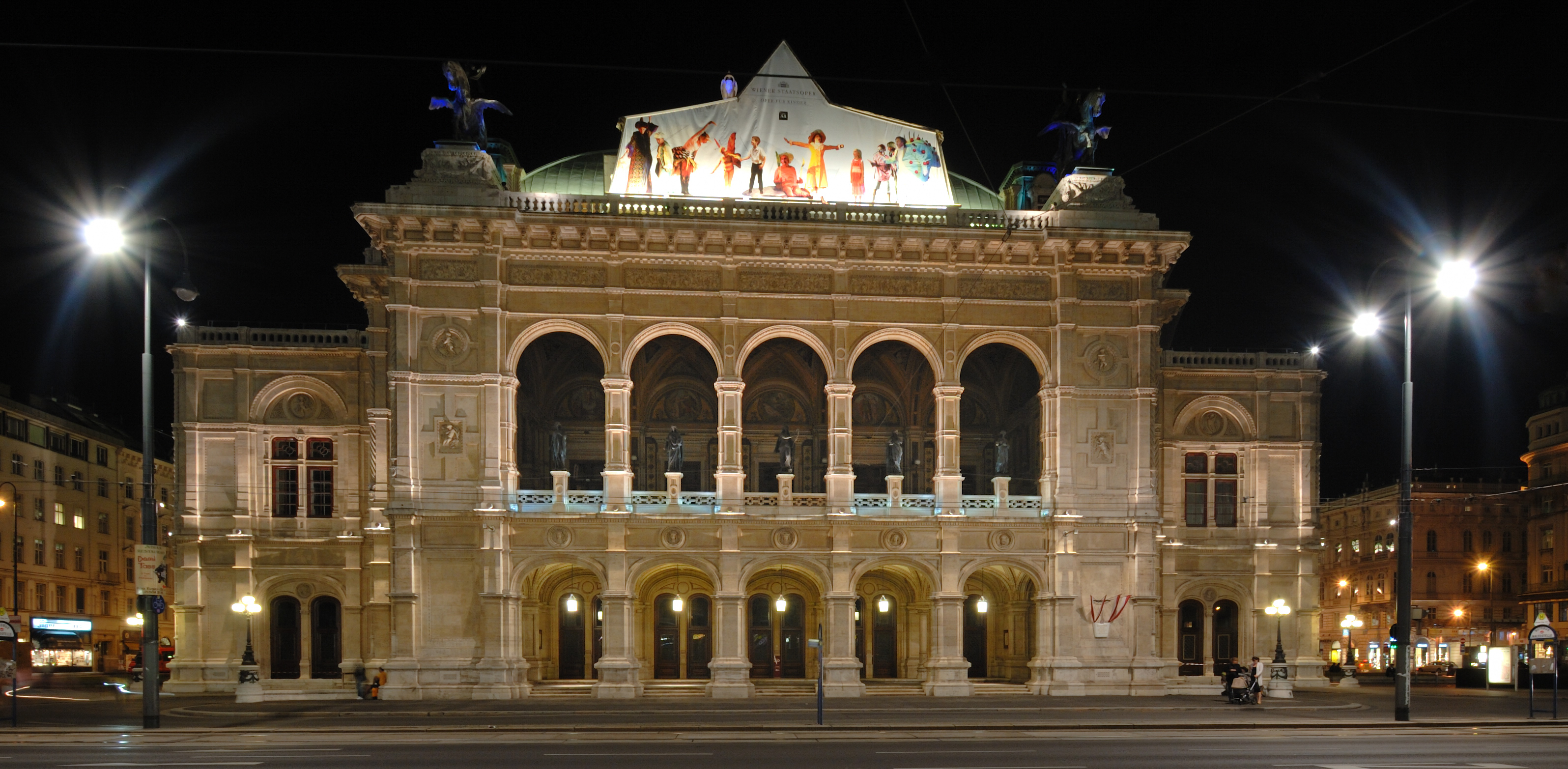
Wiener Staatsoper, här i oktober 2004.

Wiener Staatsoper (statsoperan) är ett operahus beläget i korsningen mellan Kärntnerstraße och Ringstraße i Wien i Österrike.
Den ursprungliga byggnaden, som invigdes 1869, utsattes för så hård kritik att en av arkitekterna, Eduard van der Nüll, tog sitt liv 1868, året före invigningen. Samma år avled även den andre arkitekten, August Sicard von Sicardsburg.
Den ursprungliga byggnaden förstördes nästan helt under bombningarna 1945; återuppbyggnaden återspeglar emellertid originalets nyklassicistiska stil.